# Liste de peuples germaniques
Cet article liste les différents peuples germaniques, tous originaires du nord de l'Europe. Tout au long d'une période historique allant de l'Antiquité au Haut Moyen Âge, les Germains forment environ deux centaines de peuples ou tribus, tous plus ou moins homogènes.

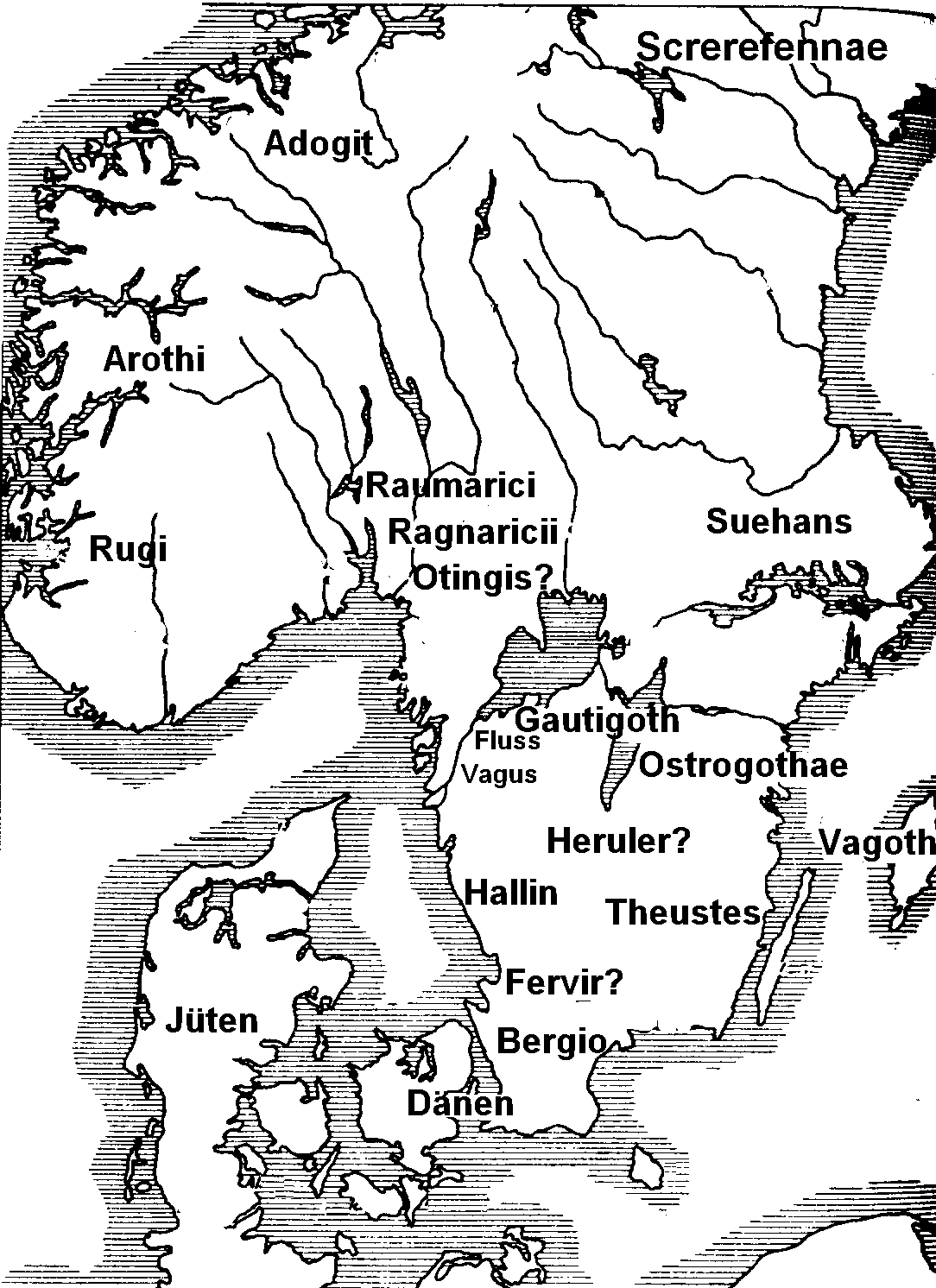
Scanza
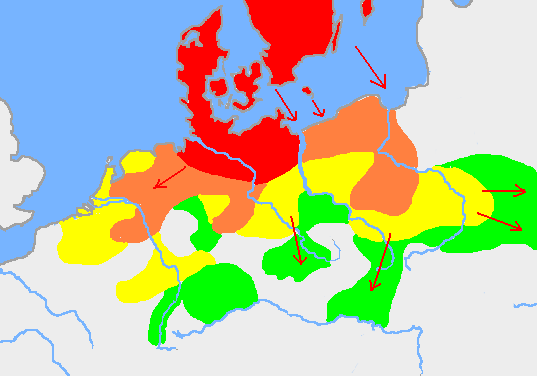
Schéma des migrations germaniques (depuis -750 jusqu'à +100)
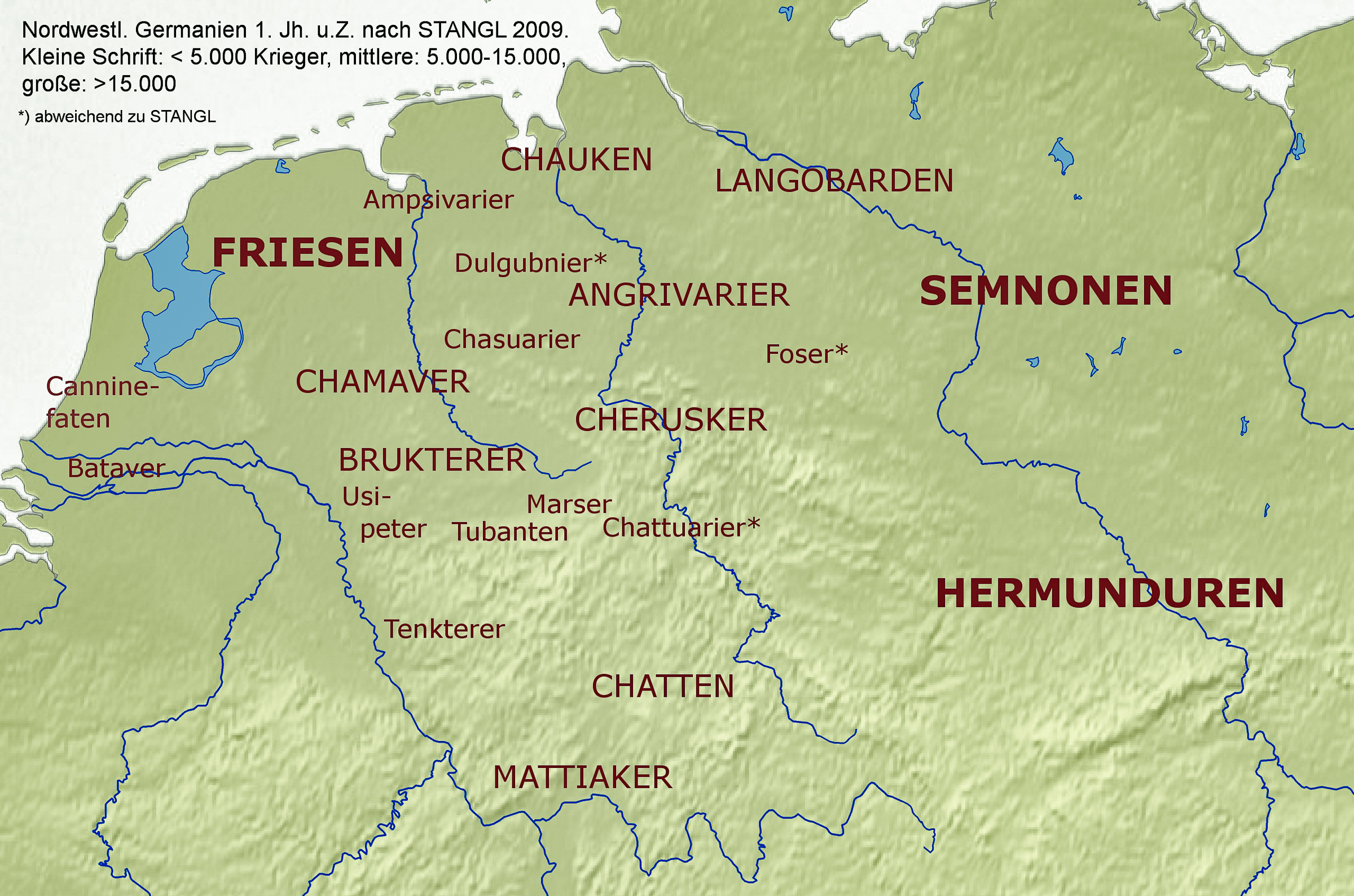
Germanie de l'Immensum bellum (de) (12-16)
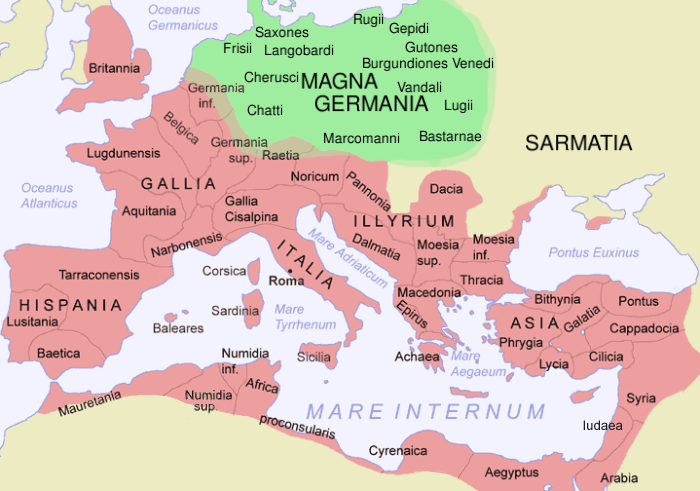
Barbaricum : Germania magna (simplifiée)

## Liste des peuples germaniques
| Nom               | Autre nom                                                                | Pays (actuel) d'origine     | Région d'origine                                                       | Note |
| ----------------- | ------------------------------------------------------------------------ | --------------------------- | ---------------------------------------------------------------------- | --- |
| Adogit            |                                                                          | Norvège                     | Hålogaland                                                             | |
| Aduatuques        | Aduatiques, Atuatuques                                                   | Belgique                    | Wallonie (Moyenne Meuse)                                               | |
| Adrabaecampi      |                                                                          | Tchéquie                    | Nord du Danube, Sud de la Bohême                                       | |
| Angles            |                                                                          | Allemagne                   | Péninsule d’Angeln (Schleswig) ou bien de l'Angrie, située plus au sud | Ont donné leur nom à l'Angleterre |
| Alamans           | Alémans                                                                  | Danemark                    | Jutland                                                                | Ont donné leur nom à l'Allemagne |
| Ambrons           | Ambrones                                                                 | Allemagne                   | Rive droite du cours supérieur du Rhin                                 | |
| Ampsivariens      | Ansibariens, Ansivariens, Ambivariens                                    | Pays-Bas                    | Ouest de l’Ems                                                         | |
| Angrivariens      | Angrivarii                                                               | Allemagne                   | Saxe primitive                                                         | |
| Armalauses        |                                                                          | Allemagne                   | Haut-Palatinat                                                         | |
| Auiones           | Aviones, Chaibones                                                       | Danemark ou Suède           | Jutland ou Öland                                                       | |
| Baemi             | Baimoi                                                                   | Hongrie                     | Rives nord du Danube                                                   | |
| Baetasiens        | Betasii                                                                  | Allemagne                   | Localisation hypothétique                                              | |
| Banochaemae       | Bainochaimai                                                             | Allemagne                   | Proche de l'Elbe                                                       | |
| Bardes            | Bards, Bardi                                                             | Allemagne                   | Sud de l'Elbe, aux alentours de Bardowick et Lüneburg                  | |
| Bastarnes,        |                                                                          | Roumanie Moldavie           |                                                                        | |
| Bataves           |                                                                          | Pays-Bas                    | Rive droite de l'embouchure du Rhin                                    | C'est ainsi que sont aujourd'hui surnommés les Néerlandais                                                                                            |
| Bateniens         | Bateinoi, Batini                                                         | Allemagne                   | Cours supérieur de l'Elbe                                              | |
| Bavarii           | Baioarii, Baiovarii, Baiuvarii                                           | Allemagne Autriche Italie   | Bavière, une grande partie de l'Autriche et Tyrol méridional           | Ont donné leur nom à la Bavière |
| Bucinobantes      |                                                                          | Allemagne                   | Mayence                                                                | |
| Buriens           |                                                                          | Pologne Tchéquie            |                                                                        | |
| Burgondes         |                                                                          | Suède                       | Sud de la Scanzia                                                      | Ont donné leur nom à la Bourgogne |
| Brisgauviens      | Brisgavi, Brisigavi                                                      | Allemagne                   | Sud de la Forêt-Noire                                                  | Ont donné leur nom à la Brisgau |
| Bructères         |                                                                          | Allemagne                   | Rhénanie-du-Nord-Westphalie                                            | |
| Caeroesi          |                                                                          | Belgique et France          | Sambre-et-Meuse et Ardennes                                            | |
| Camaviens         |                                                                          | Allemagne                   |                                                                        | |
| Cananefates       | Canninefates, Caninefates, Canenefatae                                   | Pays-Bas                    | Delta du Rhin                                                          | |
| Caritni           |                                                                          | Allemagne                   | Aux alentours de Ludwigshafen                                          | |
| Cassosars         |                                                                          | Allemagne                   |                                                                        | |
| Chaedini          | Chaideinoi, Khaideinoi                                                   | Suède                       | Sud de la Scanie                                                       | |
| Chaemae           | Chaimai, Khaimai                                                         | Pays-Bas                    | Sud des Pays-Bas                                                       | |
| Chali             | Khaloi, Chaloi                                                           | Danemark                    | Jutland                                                                | |
| Charudes          | Harudes                                                                  | Danemark                    | Hardsyssel                                                             | |
| Chasuariens       | Chasuarii, Casuari                                                       | Allemagne                   | Osnabrück                                                              | |
| Chattes           | Cattes                                                                   | Allemagne                   | Hesse                                                                  | |
| Chauques          |                                                                          | Allemagne Pays-Bas          | Embouchure de la Weser jusqu'à l'Elbe                                  | |
| Chérusques        |                                                                          | Allemagne                   | Entre la Weser et l'Elbe                                               | Peuple d'Arminius, roi qui a anéanti trois légions romaines à la bataille de Teutobourg                                                               |
| Cimbres           |                                                                          | Danemark                    | Jutland                                                                | |
| Cobandi           | Kobandoi                                                                 | Danemark                    | Jutland                                                                | |
| Condruses         | Condrusi                                                                 | Belgique                    | Wallonie (Condroz)                                                     | |
| Corconti          | Korkontoi                                                                | Allemagne                   | Rives de l'Elbe                                                        | |
| Cugernes          | Cubernes, Guberni                                                        | Allemagne                   | Aux alentours de Colonia Ulpia Traiana                                 | |
| Danois            | Danes                                                                    | Danemark                    | Aux alentours du Jutland actuel                                        | Ont donné leur nom au Danemark |
| Dauciones         | Daukiones                                                                | Danemark                    | Jutland                                                                | |
| Didunes           | Diduni, Dunii                                                            | Pologne                     | Centre-nord des Sudètes (montagne)                                     | |
| Dulgibins         | Dulgibinii , Dulgubini, Dulgubnii                                        | Allemagne                   | Rives de la Weser (Aux alentours de Brême)                             | |
| Éburons           | Eburones                                                                 | Allemagne Belgique Pays-Bas | Provinces du Limbourg et de Liège                                      | |
| Favonae           | Phauonai                                                                 | Norvège                     | Est de la Scandinavie                                                  | |
| Firaesi           | Phiraisoi                                                                | Suède                       | Possiblement en Suède                                                  | |
| Foses             |                                                                          | Allemagne                   | Entre la Basse-Saxe et la Saxe-Anhalt                                  | |
| Francs            |                                                                          | Allemagne                   | Rive droite du cours inférieur du Rhin                                 | 1: Ont donné leur nom à la France 2: Peuple de Charlemagne                                                                                            |
| ⇒ Chamaves        | Hamaves, Amaves                                                          | Allemagne Pays-Bas          | Bouches du Rhin                                                        | |
| ⇒ Francs rhénans  |                                                                          | Allemagne                   | Aux alentours de Cologne                                               | |
| ⇒ Francs saliens  |                                                                          | Belgique France             | Sud-belge et nord de la France                                         | Peuple de Clovis, premier roi de tous les Francs à devenir chrétien                                                                                   |
| ⇒ Hattuaires      | Chattuaires, Attuares                                                    | Allemagne                   | Nord du Rhin                                                           | |
| ⇒ Sicambres       | Sugambres                                                                | Allemagne Pays-Bas          | Bouches du Rhin                                                        | |
| ⇒ Tubantes        | Tuihantes                                                                | Pays-Bas                    | Bouches du Rhin                                                        | Ont donné leur nom à la Twente |
| Frisons           | Frisii                                                                   | Pays-Bas                    | Nord des Pays-Bas actuels                                              | Ont donné leur nom à la Frise |
| Frisiavons        |                                                                          | Pays-Bas                    | Zélande actuelle                                                       | |
| Gambriviens       | Gambrivii, Gamabrivii                                                    | Allemagne                   | Rives de la Weser                                                      | |
| Gépides           |                                                                          | Suède                       | Sud de la Scanzia                                                      | Migration progressive vers l'Europe centrale (nord des Balkans et bassin des Carpates)                                                                |
| Goths,            |                                                                          | Suède                       | Sud de la Scanzia                                                      | Migration progressive à travers toute l'Europe et division en plusieurs sous-groupes                                                                  |
| ⇒ Goths de Crimée |                                                                          | Russie                      | Crimée et alentours                                                    | |
| ⇒ Ostrogoths      |                                                                          | Roumanie                    | Dacie et alentours avant migration                                     | 1: Signifie Goths de l'Est 2: Migration vers l'Italie et les Balkans                                                                                  |
| ⇒ Wisigoths       |                                                                          | Roumanie                    | Dacie et alentours avant migration                                     | 1: Signifie Goths de l'Ouest 2: Migration vers le sud de la France et l'Espagne                                                                       |
| Hérules           |                                                                          | Suède                       | Sud de la Scanzia                                                      | |
| Hermions          |                                                                          | Allemagne                   | Rhénanie, bassin du Weser supérieur                                    | |
| Hermundures       |                                                                          | Allemagne                   | Bassin du Weser supérieur, bassin de l'Elbe                            | |
| Hillevions        | Hilleviones                                                              | Danemark ou Suède           | Île en Scandinavie                                                     | |
| Incrions          | Incriones, Inkriones                                                     | Allemagne                   | Entre le Rhin et le Taunus                                             | |
| Ingaevons         | Ingaevones                                                               | Allemagne                   | Nord de l'Allemagne                                                    | |
| Istvaeons         | Istvaeones                                                               | Allemagne                   | Nord de l'Allemagne                                                    | |
| Jutes             | Eutes, Eudusii, Eudoses, Eduses, Edures, Eudures                         | Danemark                    | Jutland                                                                | Migration vers l'île de Grande-Bretagne |
| Juthunges         |                                                                          | Allemagne                   | Bavière                                                                | |
| Lacringes         | Lacringi                                                                 | Allemagne                   |                                                                        | |
| Lémoviens         | Lemovii                                                                  | Allemagne                   | bord de la mer Baltique                                                | |
| Lentiens          |                                                                          | Allemagne                   | Entre le Danube, l'Iller et le lac de Constance                        | |
| Lombards          |                                                                          | Suède                       | Sud de la Scanzia                                                      | Ont donné leur nom à la Lombardie |
| Lugiens           | Lugii, Lygiens                                                           | Pologne                     | Silésie                                                                | |
| ⇒ Élysiens        | Élisiens                                                                 | Allemagne                   | Souabe                                                                 | |
| ⇒ Haris           | Hari, Aries                                                              | Allemagne                   | Schleswig-Holstein                                                     | |
| ⇒ Helvécones      |                                                                          | Allemagne                   | Souabe                                                                 | |
| ⇒ Manimes         |                                                                          | Allemagne                   | Souabe                                                                 | |
| ⇒ Naharvales      |                                                                          | Allemagne                   | Souabe                                                                 | |
| Marcomans         |                                                                          | Allemagne                   | région médiane de l'Elbe avant migration                               | |
| Marsaciens        | Marsaci, Marsacii                                                        | Pays-Bas                    | Delta de la Meuse et du Rhin                                           | |
| Marses            |                                                                          | Allemagne                   | Rhin-Roer-Lippe                                                        | |
| Marvinges         | Marvingi, Marouingoi                                                     | Allemagne                   | Basse-Saxe et Rhénanie-du-Nord-Westphalie                              | |
| Mattiaques        | Mattiaces                                                                | Allemagne                   | Au nord de Mayence                                                     | |
| Myrginges         | Myrgingas                                                                | Allemagne Pays-Bas          | Frise-du-Nord-Tönnern-Rungholt                                         | |
| Némètes           |                                                                          | Allemagne                   | Rhénanie-Palatinat                                                     | |
| Nerviens          | Lévaques                                                                 | Belgique                    | Wallonie (Hainaut, Brabant, Anversois, Sambre)                         | |
| Njars             | Njarar                                                                   | Suède                       | région de Närke                                                        | |
| Normands          | Nordmann, Normanz, Normant, Normaunds, Nortmanni, Normanni               | France                      | région de Normandie                                                    | Vikings arrivés de Scandinavie avant migration sur les côtes françaises                                                                               |
| Ostphales         |                                                                          | Allemagne                   | Saxe primitive                                                         | |
| Pémanes           | Cémanes, Fémanes                                                         | Belgique                    | Wallonie (Famenne)                                                     | |
| Parmaecampi       |                                                                          | Tchéquie                    | Nord du Danube, Sud de la Bohême                                       | |
| Quades            |                                                                          | Slovaquie                   | Sud de la Slovaquie actuelle (Pannonie, Mésie, Moravie)                | |
| Raetovari         | Raetobari                                                                | Allemagne                   | Aux alentours du Nördlinger Ries                                       | |
| Reudigniens       | Reudigni, Reudinges, Reudinges, Reudingi, Holstens                       | Danemark                    | Aux alentours de Randers                                               | |
| Rhètes            | Rhaeti, Rheti, Rhaetii                                                   | Autriche Italie Suisse      | Tyrol et est de la Suisse                                              | |
| ⇒ Calucones       |                                                                          | Suisse                      | Aux alentours de Coire                                                 | |
| Ruges             | Rygir                                                                    | Allemagne                   | Saxe primitive                                                         | |
| Saxons            |                                                                          | Allemagne                   | Schleswig-Holstein                                                     | 1: Ont donné leur nom à la Saxe 2: Migration vers l'île de Grande-Bretagne 3: Peuple de Widukind, plus grand adversaire de Charlemagne                |
| Scordiques        | Scordisques, Scordisci, Scordistes                                       | Serbie                      | Dans les Balkans                                                       | |
| Sègnes            | Segni                                                                    | Belgique                    | Wallonie (Proximité de la rivière Ourthe)                              | |
| Semnons           | Semnones                                                                 | Allemagne                   | Entre l'Elbe et l'Oder                                                 | |
| Sitones           | Sithones                                                                 | Suède                       | Suède centrale                                                         | |
| Skires            | Scyres, Squires                                                          | Pologne                     | Mazurie                                                                | Peuple d'Odoacre, général de l'empire romain qui mit fin à l'empire romain d'Occident                                                                 |
| Suarines          | Suardones                                                                | Allemagne                   | Mecklembourg-Poméranie-Occidentale                                     | Ont donné leur nom à Schwerin |
| Suèves            |                                                                          | Allemagne                   | Vaste territoire entre le Rhin, le Danube et l'Elbe                    | Ont donné leur nom à la Souabe |
| Suiones           | Sueones, Sweonas, Sve(t)hans, Suet(h)ans, Svedans, Suedans, Svíar, Svear | Suède                       | Svealand et alentours                                                  | Ont donné leur nom à la Suède |
| ⇒ Nuithons        |                                                                          | Allemagne                   |                                                                        | Ont donné leur nom à la Nuithonie |
| Suniciens         | Sunici, Sinuci                                                           | Allemagne                   | Entre la Meuse et la Ruhr                                              | |
| Taïfales          |                                                                          | Allemagne                   | Cours inférieur du Danube                                              | |
| Tenctères         |                                                                          | Allemagne                   | Entre Mayence et Bonn sur la rive droite du Rhin                       | |
| Teutons           |                                                                          | Danemark                    | Jutland                                                                | C'est ainsi que sont aujourd'hui surnommés les Allemands                                                                                              |
| Texandres         | Texandri, Texuandri                                                      | Allemagne Belgique Pays-Bas | Entre l'Escaut et le Rhin                                              | |
| Thelir            |                                                                          | Norvège                     | Région de Télémark                                                     | |
| Tongres           | Tungres                                                                  | Allemagne Belgique Pays-Bas | Rhin inférieur                                                         | |
| Thuringes         |                                                                          | Allemagne                   | Mer du Nord                                                            | Ont donné leur nom à la Thuringe |
| Trévires          |                                                                          | Allemagne Luxembourg        | Rhénanie et Luxembourg                                                 | |
| Triboques         |                                                                          | France                      | Alsace                                                                 | |
| Tulinges          |                                                                          | Allemagne Suisse            | Autour du Lac de Constance                                             | |
| Turcilingues      | Torcilingues, Thorcilingues                                              | Autriche Pologne            | Basse-Autriche et Petite-Pologne                                       | |
| Ubiens            | Ubii                                                                     | Allemagne                   | Rive droite du Rhin, entre la Sieg et le Lahn                          | Capitale : Oppidum Ubiorum (Cologne) en Gaule Belgique.                                                                                               |
| Usipètes          |                                                                          | Allemagne                   | Autour de la vallée du Lahn                                            | |
| Vandales          |                                                                          | Suède                       | Sud de la Scanzia                                                      | 1: Migration progressive à travers toute l'Europe puis l'Afrique du Nord et division en plusieurs sous-groupes 2: À l'origine du verbe « vandaliser » |
| ⇒ Hasdings        |                                                                          | Pologne                     | Silésie                                                                | Migration vers l'Espagne |
| ⇒ Sillings        |                                                                          | Pologne                     | Silésie                                                                | Migration vers l'Espagne |
| Vangions          |                                                                          | Allemagne                   | Champs décumates                                                       | |
| Varègues          |                                                                          | Suède                       | Suède                                                                  | Descendent les grands fleuves des actuelles Russie et Ukraine puis fondent la Rus' de Kiev                                                            |
| Varasques         | Varisques                                                                | Allemagne                   | Vogtland                                                               | |
| Vidivariens       | Vidivarii                                                                | Pologne                     | Bords de la Vistule                                                    | |
| Vinoviloth        |                                                                          | Suède                       |                                                                        | |
| Warnes            | Varini, Verini, Varnes, Varins                                           | Allemagne                   | Thuringe                                                               | |
| Westphales        |                                                                          | Allemagne                   | Saxe primitive                                                         | Ont donné leur nom à la Westphalie |

Répartition des peuples germaniques au Ier siècle
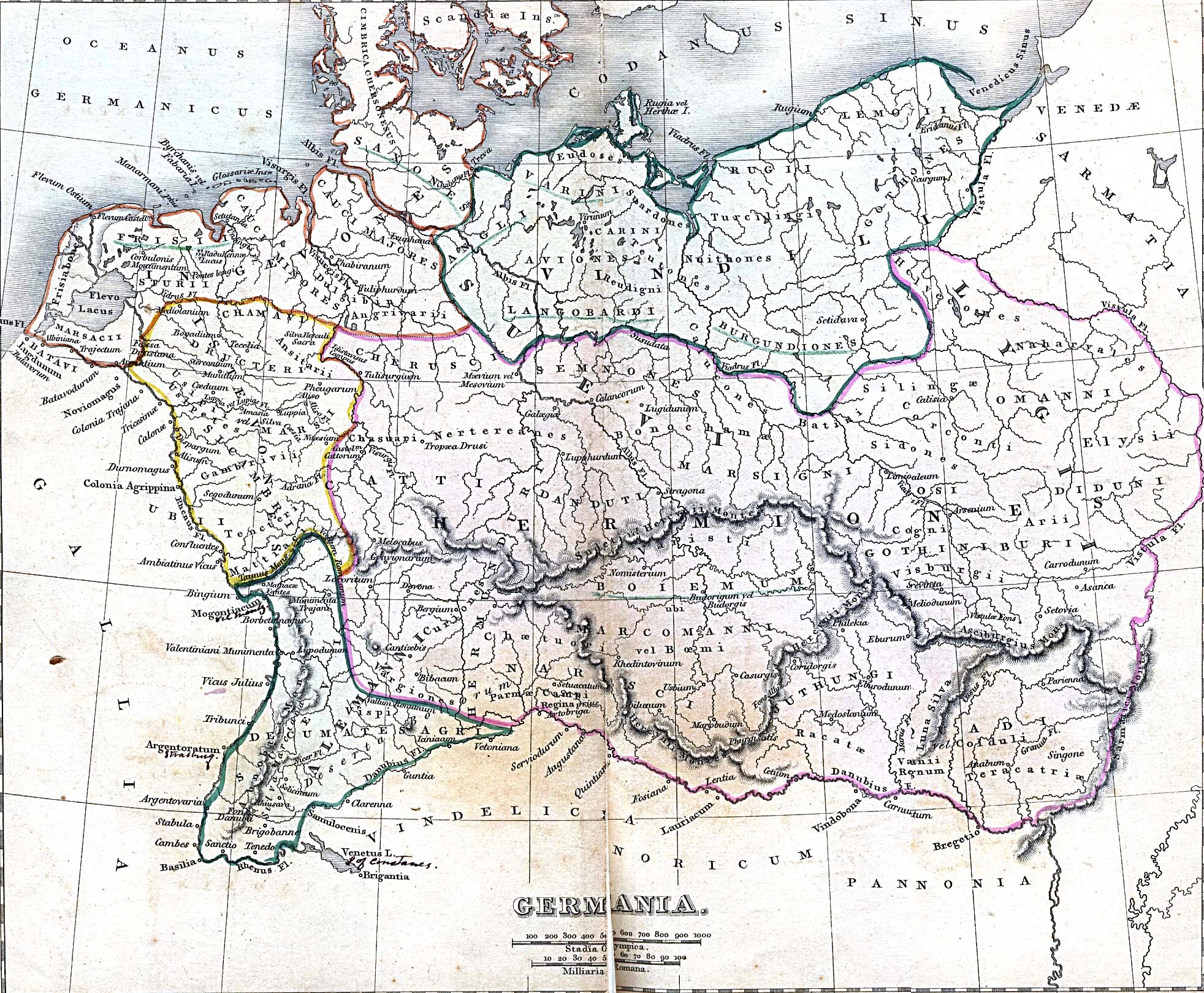
Germanie vers +150
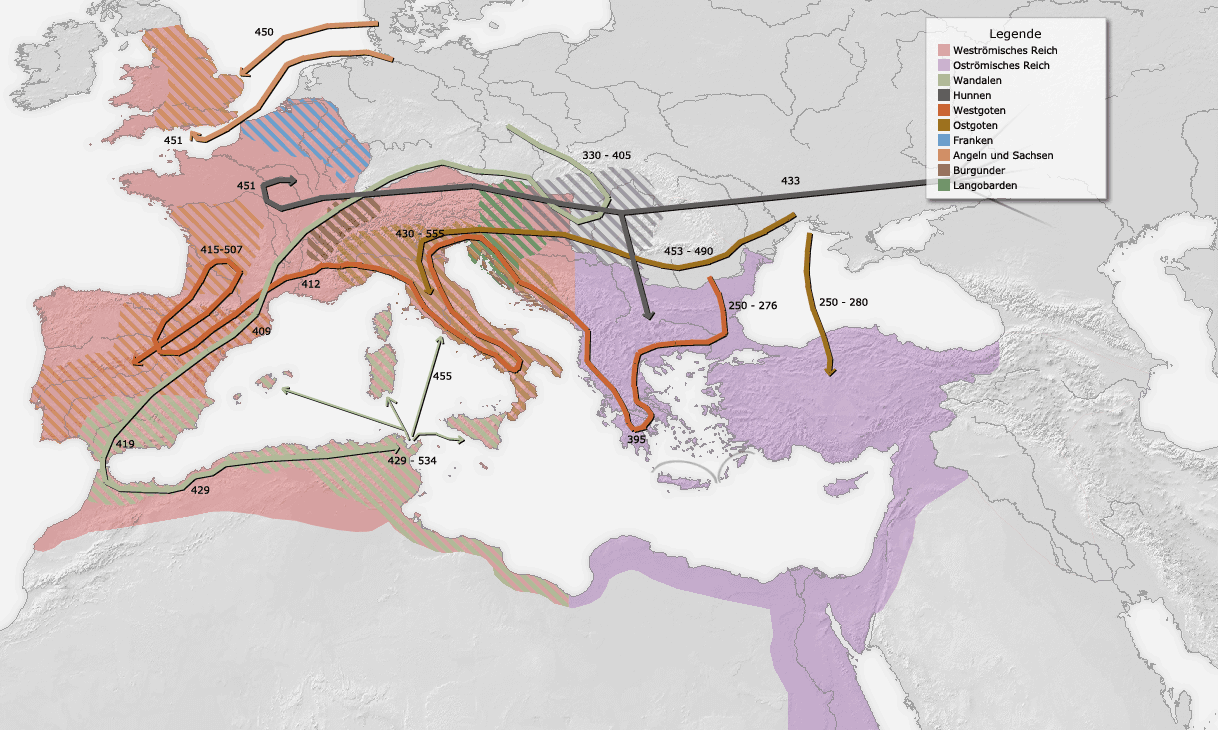
Aire de répartition des peuples germaniques après les invasions barbares
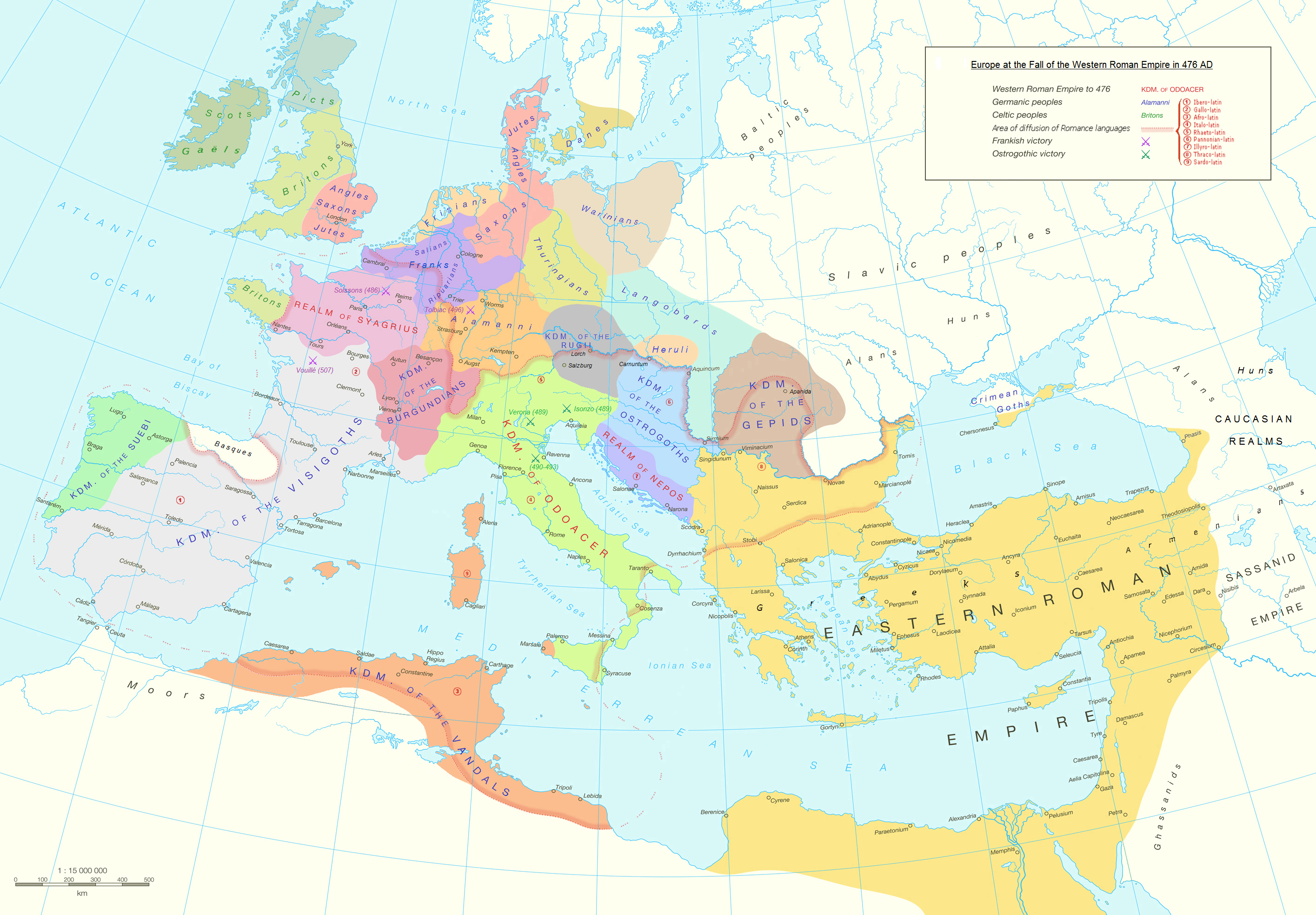
Royaumes barbares vers 476

### Sources
- Yann Le Bohec, « L'interminable liste des peuples assaillants », Histoire & Civilisations,‎ juillet-août 2020, p. 38 du dossier "Les barbares arrivent"
- Germanische Altertumskunde Online (en) (1ère édition papier en 1911-1919, révisée, mise en ligne en 2010)
- Rosemarie Müller, Reallexikon der Germanischen Altertumskunde, papier, en 35 volumes (1972-2008)